# San Ildefonso Pueblo
San Ildefonso Pueblo is een plaats (census-designated place) in de Amerikaanse staat New Mexico, en valt bestuurlijk gezien onder Santa Fe County.

## Demografie
Bij de volkstelling in 2000 werd het aantal inwoners vastgesteld op 458.

## Geografie
Volgens het United States Census Bureau beslaat de plaats een oppervlakte van
10,8 km², waarvan 10,2 km² land en 0,6 km² water.

## Plaatsen in de nabije omgeving
De onderstaande figuur toont nabijgelegen plaatsen in een straal van 12 km rond San Ildefonso Pueblo.